# S.League 2015
La S.League 2015 fue la 20.ª temporada desde el establecimiento de la S.League, la máxima liga de clubes del fútbol profesional en Singapur. La liga también es conocida como la Great Eastern YEO'S S.League debido a razones de patrocinio. El equipo Warriors FC es el campeón defensor.

## Cambios desde 2014
La liga se sometió a una serie de cambios en su 20.ª temporada con el fin de aumentar su competitividad:
- El número de clubes se redujo de 12 a 10, con la renuncia del Tanjong Pagar United debido a problemas financieros, y la fusión del Woodlands Wellington y el Hougang United.[1][3]
- La liga volvió a un formato de tres rondas utilizado desde el 2.001 hasta el 2.011.[1]
- La cuota de jugadores extranjeros se mantuvo en cinco por club, pero los incentivos se les dio a los que firmaron un jugador sub-21.[3]
- El tiempo pasa para el examen de aptitud obligatoria de 2,4 kilómetros, se redujo de 10 minutos a 9 minutos 45 segundos.[1]

Una nueva norma sobre las restricciones de edad - un máximo de cinco jugadores de más de 30 años de edad y un mínimo de tres jugadores menores a 25 años para los clubes con una nómina de 22 jugadores; y un máximo de cuatro jugadores de más de 30 de edad y un mínimo de dos jugadores menores a 25 años para los clubes con una nómina de 20 hombres - se revirtió más tarde.

## Equipos
Un total de 10 equipos participaran en la liga. El club Tanjong Pagar United desistió por problemas económicos, y ocurrió la absorción del club Woodlands Wellington por el Hougang United. Los clubes Albirex Niigata Singapore, Brunéi DPMM y Harimau Muda son clubes extranjeros invitados Japón, Brunéi y Malasia, respectivamente.

### Datos generales
| Equipo                | Estadio                          | Aforo  |
| --------------------- | -------------------------------- | ------ |
| Albirex Niigata       | Jurong East                      | 2,700  |
| Balestier Khalsa      | Toa Payoh                        | 3,900  |
| Brunéi DPMM           | Nacional Sultán Hassanal Bolkiah | 30,000 |
| Geylang International | Bedok                            | 3,900  |
| Harimau Muda          | Hang Jebat                       | 40,000 |
| Home United           | Yishun                           | 3,400  |
| Hougang United        | Hougang                          | 3,000  |
| Tampines Rovers       | Estadio Jurong West              | 3,200  |
| Warriors              | Woodlands                        | 4,300  |
| Young Lions           | Jalan Besar                      | 8,000  |

### Jugadores extranjeros
Se permite un máximo de 5 jugadores foráneos en cada equipo.
| Club                  | Jugador 1          | Jugador 2         | Jugador 3        | Jugador 4        | Jugador 5         | Ref    |
| --------------------- | ------------------ | ----------------- | ---------------- | ---------------- | ----------------- | ------ |
| Balestier Khalsa      | Igor Čerina        | Emir Lotinac      | Tarik Cmajcanin  | Robert Peričić   | Miroslav Krištić  | [ 5 ]  |
| Brunéi DPMM           | Brian McLean       | Boris Raspudić    | Joe Gamble       | Rafael Ramazotti | Paulo Sérgio      | [ 6 ]  |
| Geylang International | Yuki Ichikawa      | Kento Fukuda      | Tatsuro Inui     | Jozef Kaplan     | Bruno Castanheira | [ 7 ]  |
| Home United           | Song Uiyong        | Ken Ilsø          | Sirina Camara    | Ambroise Begue   | Kamel Ramdani     | [ 8 ]  |
| Hougang United        | Kunihiro Yamashita | Shunsuke Nakatake | Takahashi Manato | Chupe            | Renshi Yamaguchi  | [ 9 ]  |
| Tampines Rovers       | Mateo Roskam       | Eddy Viator       | Rodrigo Tosi     | Predrag Pocuca   | Robert Alviž      | [ 10 ] |
| Warriors              | Marin Vidošević    | Thomas Beattie    | Miroslav Pejić   | Nicolás Vélez    | Kevin McCann      | [ 11 ] |

## Tabla de posiciones
|     | Equipos de fútbol     | PJ | G  | E | P  | GF | GC | Dif | Pts |
| --- | --------------------- | -- | -- | - | -- | -- | -- | --- | --- |
| 01. | Brunéi DPMM FC        | 27 | 15 | 7 | 5  | 48 | 26 | +22 | 52  |
| 02. | Tampines Rovers       | 27 | 14 | 6 | 7  | 42 | 25 | +17 | 48  |
| 03. | Albirex Niigata       | 27 | 13 | 6 | 8  | 27 | 17 | +10 | 45  |
| 04. | Balestier Khalsa FC   | 27 | 12 | 8 | 7  | 39 | 35 | +4  | 44  |
| 05. | Warriors FC           | 27 | 11 | 4 | 12 | 40 | 51 | -11 | 37  |
| 06. | Home United           | 27 | 9  | 9 | 9  | 38 | 34 | +4  | 36  |
| 07. | Harimau Muda          | 27 | 9  | 6 | 12 | 29 | 40 | -11 | 33  |
| 08. | Geylang International | 27 | 7  | 7 | 13 | 36 | 44 | -8  | 28  |
| 09. | Young Lions           | 27 | 7  | 6 | 14 | 30 | 43 | -13 | 27  |
| 10. | Hougang United        | 27 | 4  | 9 | 14 | 14 | 28 | -14 | 21  |

Pts = Puntos; PJ = Partidos jugados; G = Partidos ganados; E = Partidos empatados; P = Partidos perdidos; GF = Goles anotados; GC = Goles recibidos; Dif = Diferencia de goles

(C) = Campeón; (O) = Ganador de Play-off; (A) = Avanza a siguiente ronda.

Fuente:
1. 1 2 3 4  Los tres clubes extranjeros: Albirex Niigata (Singapur), Brunei DPMM y Harimau Muda, así como el Young Lions, equipo sub-23 de la AFS: no son elegibles para las competencias de la AFC.

|  | Liga de Campeones 2016 (Play-off) |
|  | Copa de la AFC 2016 (Play-off)    |

## Estadísticas

### Goleadores
Actualizado hasta el 21 de noviembre de 2015.
| Lugar | Jugador          | Equipo           | Goles |
| ----- | ---------------- | ---------------- | ----- |
| 1     | Rafael Ramazotti | Brunéi DPMM      | 21    |
| 2     | Fazrul Nawaz     | Warriors         | 18    |
| 3     | Miroslav Kristic | Balestier Khalsa | 16    |
| 4     | Rodrigo Tosi     | Tampines Rovers  | 14    |
| 5     | Paulo Sérgio     | DPMM             | 13    |
| 5     | Mateo Roskam     | Warriors         | 13    |